# Y-kromosom

Schema över områden på människans Y-kromosom

Y-kromosomen är den manliga könskromosomen hos däggdjur och groddjur. Den är den minsta kromosomen i cellen. En Y-kromosom och en X-kromosom leder normalt till att bäraren utvecklar manligt kön. 
Y-kromosomen har mycket färre funktionella gener än X-kromosomen. Den enda verkligt viktiga genen på Y-kromosomen är SRY-genen som initierar en händelsekedja, vilken leder till ökad produktion av testosteron och att fostret utvecklas till manligt kön.
Frånvaro av en funktionell SRY-gen, vilket nästan alltid är det samma som frånvaro av Y-kromosom, leder nästan alltid till kvinnligt kön. Vid de tillfällen när det befruktade ägget bara får en könskromosom utvecklas embryot till en flicka om det är en X-kromosom. Då endast en Y-kromosom finns i könskromosomparet utvecklas inget barn alls. Om det inte blir ett missfall utvecklas graviditeten till en druvbörd. Det förekommer sällsynt X-kromosomer med SRY-gen, vilket leder till XX-foster som utvecklas till män, och ännu mer sällsynta fall där XX-foster utan SRY-gen utvecklas till män
Om ett XY-foster har en genetisk mutation som leder till resistens mot testosteron – vanligen en mutation i testosteronreceptorn – utvecklas en individ med yttre kvinnliga drag, och både inre manliga och yttre kvinnliga könsorgan. Dessa personer har 46XY-genotyp och kvinnlig fenotyp. Testikelvävnaden, som oftast sitter uppe i ljumskarna, utvecklas inte och måste opereras bort för att inte utvecklas till cancer. Dessa personer bör i puberteten få ett tillskott av östrogent hormon. Androgenokänslighet kan vara partiell eller total.

## Andra system för könsbestämning
Det finns också arter såsom fåglarna, där hannarna har två Z-kromosomer, medan honorna har två olika kromosomer: en Z-kromosom och en W-kromosom. Slutligen finns det arter, exempelvis gräshopporna, där individer kan ha antingen två X-kromosomer, vilket gör dem till honor, eller endast en X-kromosom och inget mer, s.k. X0, vilket gör dem till hannar. Deras spermier innehåller alltså antingen en X-kromosom eller ingen könskromosom alls.
Många kallblodiga djur såsom krokodiler saknar könskromosomer helt. Istället är det miljöfaktorer såsom temperaturen i boet som styr om embryot utvecklas till en hane eller hona.